# Атнабунт Захар Ілліч
Заха́р Ількови́ч Атнабу́нт (нар. 1897, Бахмут, Катеринославська губернія — пом. 22 листопада 1921, містечко Базар, Базарська волость, Овруцький повіт, Волинська губернія) — український військовик,  козак 4-ї Київської дивізії Армії УНР, Герой Другого Зимового походу.

## Життєпис
Народився 1897 році в місті Бахмут Катеринославської губернії в єврейській міщанській родині. Закінчив єврейське училище. Працював молодшим писарем, робітником заводу. У графі партійність вказано — «петлюрівська партія».
В Армії УНР із 1919 року. Служив у 2-й сотні 47-го куреня 6-ї Січової дивізії. Під час Другого Зимового походу — козак 4-ї Київської дивізії. Розстріляний більшовиками 22 листопада 1921 року в місті Базар.
Реабілітований 27 квітня 1998 року.

## Вшанування пам'яті
- Його ім'я вибите серед інших на Меморіалі Героїв Базару.